# Ergavia carinenta
Ergavia carinenta là một loài bướm đêm trong họ Geometridae.